# Roger Hodgson

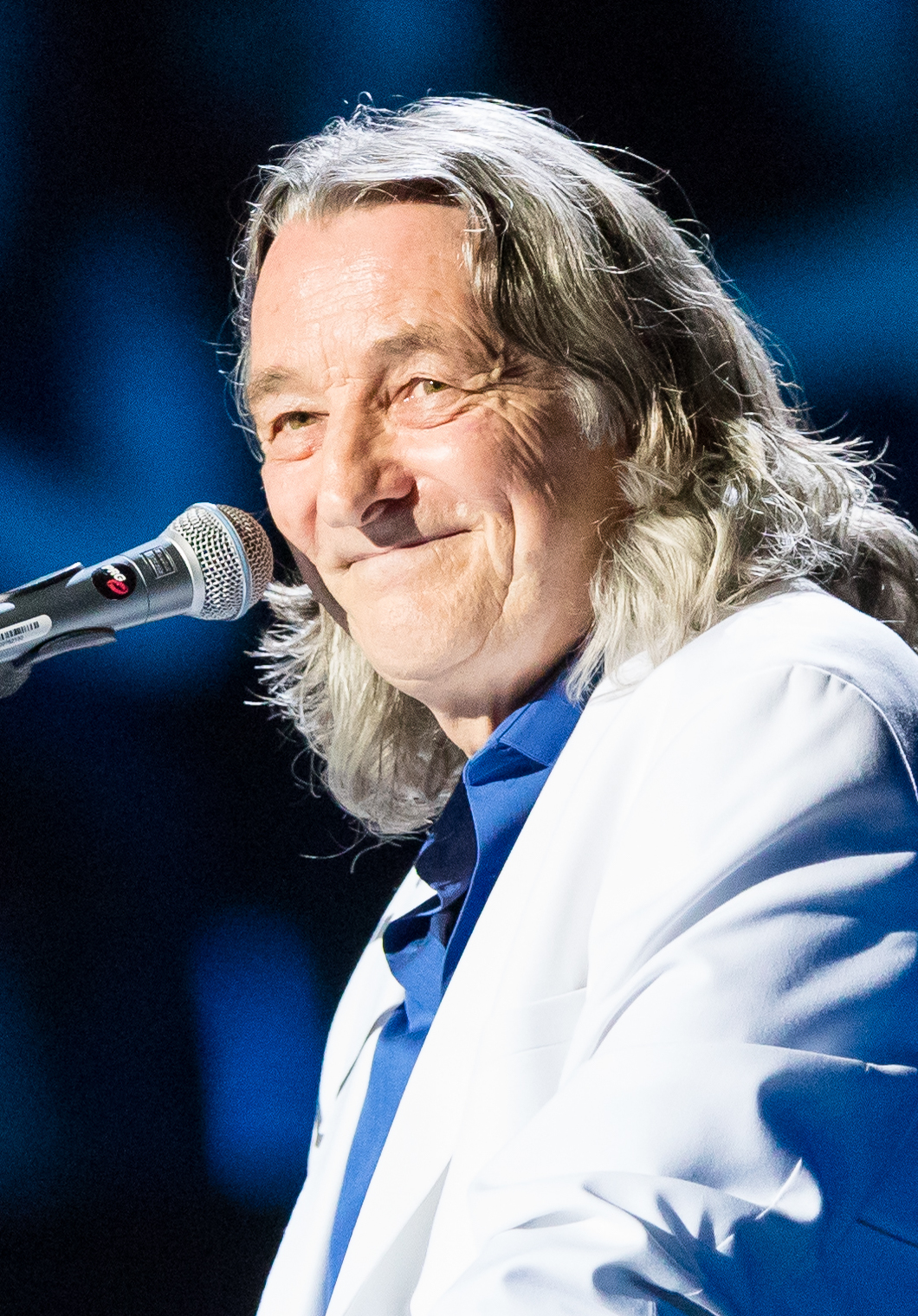
Hodgson bei Nokia Night of the Proms in der SAP Arena in Mannheim (2017)

Charles Roger Pomfret Hodgson (* 21. März 1950 in Portsmouth, Hampshire, England) ist ein britischer Musiker und Songschreiber, der als Mitbegründer, einstiger Frontmann und Sänger der  Pop-/Rockband Supertramp bekannt wurde. Er ist alleiniger Komponist und Texter vieler bekannter Hits der Band, darunter Dreamer, Take the Long Way Home, Give a Little Bit, The Logical Song, Breakfast in America und It’s Raining Again.
Seitdem Hodgson die Band 1983 verließ, verfolgt er eine Solokarriere. Er veröffentlichte mehrere Soloalben und geht regelmäßig auf Welttournee. Seine hohe Tenorstimme ist bis heute sein Markenzeichen. Seine Lieder beschäftigen sich häufig mit spirituellen und philosophischen Themen. Er spielt hauptsächlich Gitarre, Keyboard und Klavier.
Hodgson ist Vater zweier Kinder.

## Leben

### 1950 bis 1969: Kindheit und frühe Jahre
Hodgson wurde 1950 in Portsmouth, Hampshire, England als Sohn von Charles Hodgson und Jill Hodgson († Juni 2009) geboren und wuchs in Oxford auf. Er ging zunächst zur Schule in Woodcote House, danach besuchte er das Internat Stowe School in Buckinghamshire. Seine Eltern ließen sich scheiden, als er zwölf Jahre alt war, und der Vater hinterließ dem jugendlichen Roger seine Gitarre als Abschiedsgeschenk. Diese nahm er mit ins Internat, wo ihm ein Lehrer drei Akkorde beibrachte. Er begann zu komponieren, und innerhalb eines Jahres gab er in der Schule sein erstes Konzert, wobei er neun Eigenkompositionen spielte. Hodgsons erste Band in der Schule bestand aus ihm an der Gitarre und seinem Freund Roy Hoby an der Trommel. Wegen der Nachnamen wurden die beiden H-bombs genannt.
Im Alter von 19 Jahren trat Hodgson erstmals als Studiomusiker in Erscheinung, als Gitarrist für die Band People like Us. Die Gruppe nahm eine Single (Duck Pond / Send Me No Answers) auf, die aber nie veröffentlicht wurde.
Nachdem sich People like Us aufgelöst hatte, übernahm Hodgson den Sänger-Part für die Hippie- bzw. Flower-Power-Pop-Band Argosy. Die Band nahm 1969 ihre einzige Single Mr. Boyd / Imagine auf. Unter den Musikern im Studio befand sich neben Caleb Quaye (Gitarre) und Nigel Olsson (Schlagzeug) auch der junge Reginald Dwight (Klavier), der später als Elton John berühmt wurde.

### 1969 bis 1983: Supertramp
Über eine Anzeige im Melody Maker lernte Hodgson den Sänger und Keyboarder Rick Davies kennen und gründete mit ihm 1969 die Band Daddy, die später in Supertramp umbenannt wurde. Finanziell unterstützt durch den spleenigen holländischen Millionär Stanley August Miesegaes, genannt Sam, produzierte die Band zwei kommerziell erfolglose Alben. 1973 war er zusammen mit seinem am Schlagzeug agierenden Bandkollegen Rick Davies als Bassist und Gitarrist Gastmusiker bei den Aufnahmen von vier Liedern des Albums You & Me von Chick Churchill (Ten Years After).
Im Jahr 1974 gelang Supertramp nach dem Ausstieg ihres Gönners Miesegaes mit dem Album Crime of the Century der internationale Durchbruch. Nach mehreren Bestseller-Alben (u. a. dem Megaseller Breakfast in America) verließ Hodgson die Band 1983 nach Erscheinen des Supertramp-Albums “…famous last words…” und einer langen Abschiedstournee und startete seine Solokarriere.

### 1984 bis heute: Solokarriere
Das 1984 veröffentlichte erste Studioalbum In the Eye of the Storm mit seinen radiotauglichen, melodischen Popsongs und melancholischen Balladen zeigte, wie sehr Hodgson den Stil von Supertramp über die Jahre geprägt hatte und enthält unter anderem den Song Had a Dream (Sleeping with the Enemy), der sich als Single zum Hit entwickelte, und die Single In Jeopardy. Auch das Album selbst war mit zwei Millionen verkauften Exemplaren äußerst erfolgreich.
In der Woche des Erscheinens seines experimentelleren und wenig erfolgreichen Studioalbums Hai Hai (1987), auf dem unter anderem David Paich sowie Jeff und Steve Porcaro von der Band Toto mitwirkten, wurde Hodgsons Karriere durch einen Unfall abrupt unterbrochen: Er fiel in seinem kalifornischen Anwesen von einem Dachboden und brach sich beide Handgelenke. Obwohl ihm Ärzte prognostiziert hatten, er würde nie wieder richtig Gitarre spielen können, schaffte er es „mit Zuversicht und nach einer langen Periode von Selbstheilung und Physiotherapie“, die Bewegungsfähigkeit seiner Handgelenke wiederherzustellen.
Anfang der 1990er-Jahre fing Hodgson wieder an, Songs zu schreiben, unterstützt vom damaligen Yes-Gitarristen Trevor Rabin, mit dem er ein Bandprojekt plante. Kurzzeitig war er auch als Ersatz für Jon Anderson, den Sänger von Yes, im Gespräch. Das Vorhaben beider Musiker verlief im Sand, wobei der von Hodgson mit Anderson und Rabin geschriebene Song Walls mit von Anderson überarbeitetem Text und dessen Gesang auf dem Yes-Album Talk (1994) erschien. Eine von Hodgson und Rabin gesungene Version befindet sich auf Rabins Album 90124 (2003), das Demos und Raritäten aus der Yes-Zeit enthält.
Im Jahr 1991 trat Hodgson erstmals nach seinem Unfall von 1987 wieder live auf: Er war Gastmusiker bei der Nokia Night of the Proms und spielte The Logical Song, Give a Little Bit und Fool’s Ouverture mit Orchester. 1995 agierte er dort zum zweiten Mal und präsentierte Dreamer, Logical Song, Fool’s Ouverture und Give a Little Bit mit Orchester.
Das Live-Album Rites of Passage folgte 1997. Darauf präsentierte der wiedererstarkte Hodgson neben altem Supertramp-Material viele neue Songs. Bei der Aufnahme wurde er von einer Band unterstützt, in der unter anderem sein Sohn Andrew (Schlagzeug, Piano, Gesang) und der Supertramp-Saxophonist John Helliwell mitspielten.
Im April 1998 traf Hodgson den französischen Musiker und Produzenten Alan Simon, der an einem Konzeptalbum über das sagenumwobene Schwert Excalibur arbeitete und ihn um seine Mitarbeit bat. Hodgson steuerte für das Album Excalibur, La légende des Celtes die Songs The Elements und The Will of God bei; die CD erreichte binnen kürzester Zeit Goldstatus.

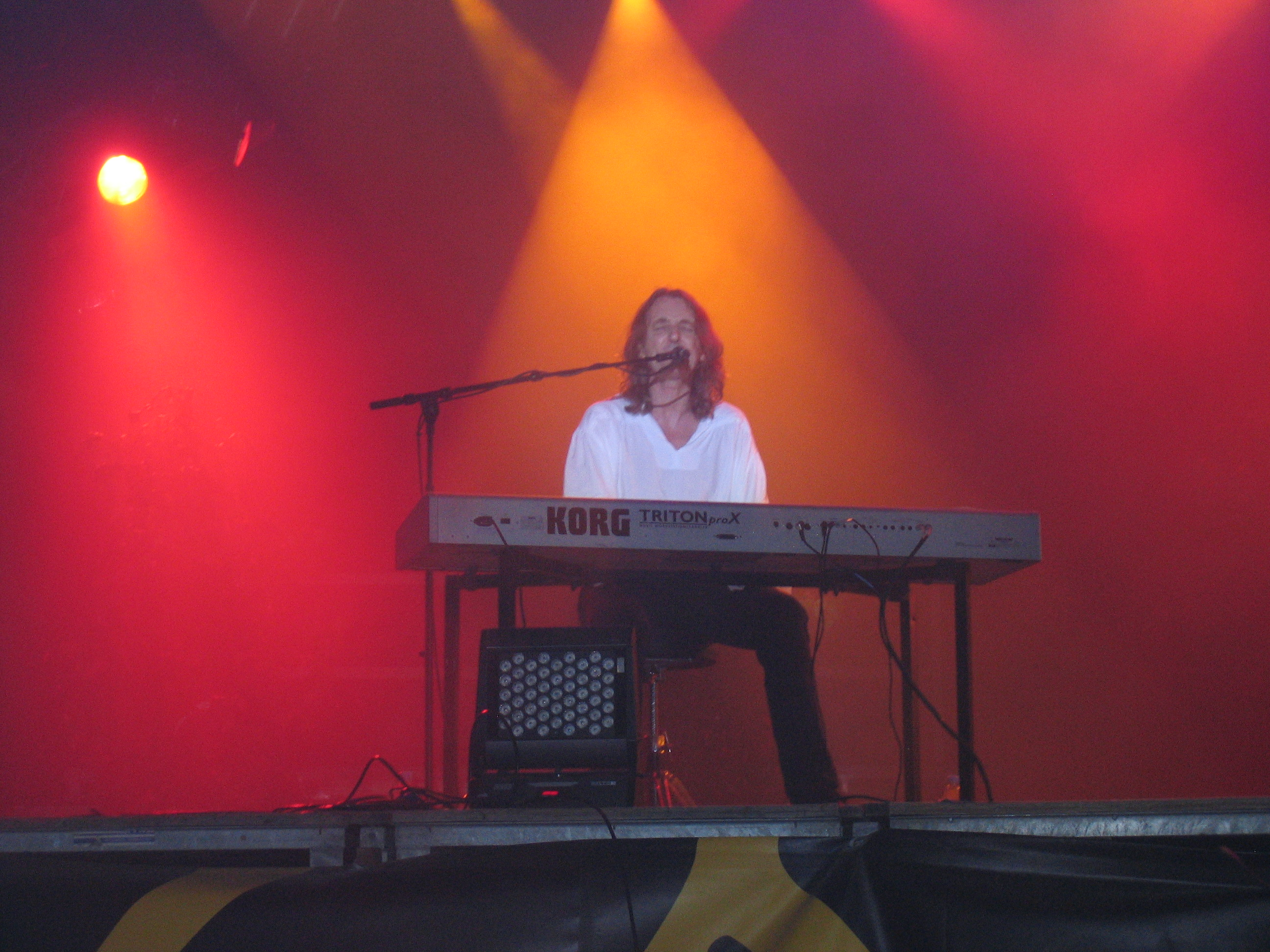
Hodgson beim Langelandsfestivalen in Dänemark (2006)

Von Excalibur … inspiriert begab sich Hodgson wieder ins Studio, um neue Songs aufzunehmen. Im Frühling 2000 erschien Open the Door, sein erstes Studioalbum nach 13 Jahren. Unterstützt wurde er vom Prager Symphonieorchester und einer Reihe hochrangiger französischer Folkmusiker, die er zum Teil während der Arbeit an Excalibur kennengelernt hatte. Die Mitmusiker sorgten klanglich für eine leichte Neuorientierung in Richtung Folk- bzw. Weltmusik.
Im Jahr 2000 produzierte Hodgson Teile des Albums Restless Soul der Songwriterin Lisa Nemzo und arbeitete mit dem galizischen Celtic-Folk-Musiker Carlos Núñez an dessen Album Mayo Longo, auf dem er den Gesang zum Song The Moon Says Hello beisteuerte.
Im Sommer 2001 agierte Hodgson neben einer Reihe prominenter Mitstreiter als Gastmusiker in Ringo Starrs (The Beatles) All-Starr-Band. Dabei wurde während einiger Konzerte in Kanada und in den USA das Live-Album Ringo and His New All-Starr-Band aufgenommen, das 2002 erschien. In der Band agierte er als E-Gitarrist und während der Aufführung seiner Supertramp-Klassiker Give a Little Bit, Take the Long Way Home und The Logical Song am Keyboard, an einer 12-saitigen Gitarre und als Sänger.
Seit 2002 tritt Hodgson regelmäßig entweder als Solokünstler, gemeinsam mit dem Saxophonisten Aaron MacDonald oder mit Orchester auf und spielt eine Mischung aus Supertramp-Hits und Songs seiner Soloalben. 2004, als er zahlreiche Konzerte gab, trat er zum dritten Mal bei der Night of the Proms auf und präsentierte gemeinsam mit einem Orchester alte Supertramp-Klassiker: Dreamer, Fool’s Overture und Give a Little Bit. 2005 erhielt er eine Auszeichnung für sein Lied Give A Little Bit als eines der meistaufgeführten Werke im Repertoire von ASCAP (Amerikanische Vereinigung der Komponisten, Autoren und Herausgeber). Hodgson hatte das Lied, das Supertramp den kommerziellen Durchbruch in den USA ermöglichte, 35 Jahre zuvor als 19-Jähriger geschrieben und sieben Jahre später auf dem Supertramp-Album Even in the Quietest Moments veröffentlicht.
Im Jahr 2006, als Hodgson erneut viele Konzerte gab, wurde im kanadischen Montreal mit Take the Long Way Home – Live in Montreal seine erste DVD aufgenommen. Die in diesem Jahr vorerst nur in Kanada erschienene DVD bekam aufgrund der riesigen Resonanz in nur sieben Wochen eine Platinauszeichnung und wurde 2007 auf Drängen der Fans auch weltweit veröffentlicht; 2010 erreichte sie in Deutschland Goldstatus. Auch 2007 war Hodgson auf Tournee und spielte beim Concert for Diana ein Medley seiner Supertramp-Klassiker Dreamer, The Logical Song, Breakfast in America und Give a Little Bit.

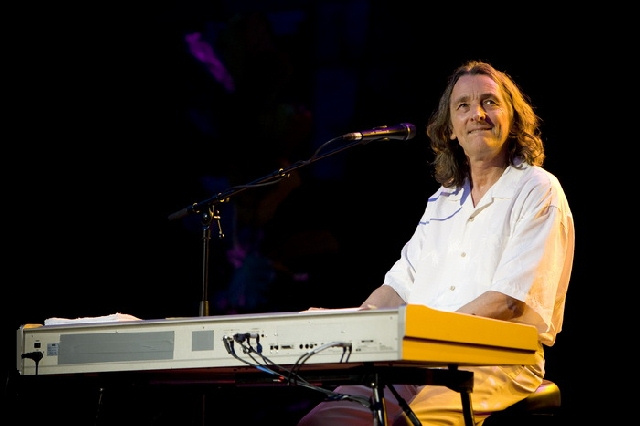
Hodgson in Frankreich (2008)

Auch im Jahr 2008 absolvierte Hodgson zahlreiche Konzerte und gab an Silvester einen gefeierten Auftritt bei der New-Year’s-Eve-Party im kanadischen Queen Victoria Park, einer Parklandschaft bei den Niagarafällen. Erneut auf Tour war er 2009 und 2010. Bei Pur & Friends 2010 spielte er, unterstützt vom Saxophonisten MacDonald und der Band Pur, ein Medley seiner Supertramp-Klassiker The Logical Song, Breakfast in America, Dreamer, Take the Long Way Home, It’s Raining Again, School und Give a Little Bit und sang das Pur-Lied Prinzessin mit, das im Wechsel von Hodgson und Hartmut Engler mit englischem und deutschem Gesang präsentiert wurde.
Im Jahr 2010 erschien der Live-Mitschnitt Classics Live, dessen zehn Lieder von Hodgsons Homepage heruntergeladen werden können.
Auch in den Jahren 2011 bis 2017 war Hodgson auf Tournee. 2017 trat er zum vierten Mal bei der Night of the Proms auf und präsentierte zum Abschluss jedes Konzertes gemeinsam mit einem Orchester und dem Saxophonisten Michael Ghegan alte Supertramp-Klassiker: School (mit Emily Bear am Klavier), Breakfast in America, Take the Long Way Home, The Locical Song, Dreamer und Give a Little Bit.
Hodgson gab auch 2018 und 2019 sowie im Februar 2020 Konzerte. Aufgrund der COVID-19-Pandemie wurden die meisten weiteren für 2020 angekündigten Shows vorerst zwar auf 2021 verschoben, aber Mitte November 2020 wurden alle für 2021 angekündigten Konzerte abgesagt.

## Diskografie

### Studioalben
| Jahr | Titel                   | Höchstplatzierung, Gesamtwochen, AuszeichnungChartplatzierungen (Jahr, Titel, Platzierungen, Wochen, Auszeichnungen, Anmerkungen) | Höchstplatzierung, Gesamtwochen, AuszeichnungChartplatzierungen (Jahr, Titel, Platzierungen, Wochen, Auszeichnungen, Anmerkungen) | Höchstplatzierung, Gesamtwochen, AuszeichnungChartplatzierungen (Jahr, Titel, Platzierungen, Wochen, Auszeichnungen, Anmerkungen) | Höchstplatzierung, Gesamtwochen, AuszeichnungChartplatzierungen (Jahr, Titel, Platzierungen, Wochen, Auszeichnungen, Anmerkungen) | Anmerkungen                             |
| Jahr | Titel                   | DE | CH | UK | US | Anmerkungen                             |
| ---- | ----------------------- | --- | --- | --- | --- | --------------------------------------- |
| 1984 | In the Eye of the Storm | DE20 (24 Wo.)DE | CH6 (27 Wo.)CH | UK70 (4 Wo.)UK | US46 (22 Wo.)US | Erstveröffentlichung: 1. Oktober 1984   |
| 1987 | Hai Hai                 | — | CH16 (5 Wo.)CH | — | US163 (6 Wo.)US | Erstveröffentlichung: 9. September 1987 |
| 2000 | Open the Door           | DE74 (2 Wo.)DE | CH33 (9 Wo.)CH | — | — | Erstveröffentlichung: 9. Mai 2000       |

### Livealben
| Jahr | Titel            | Höchstplatzierung, Gesamtwochen, AuszeichnungChartplatzierungen (Jahr, Titel, Platzierungen, Wochen, Auszeichnungen, Anmerkungen) | Höchstplatzierung, Gesamtwochen, AuszeichnungChartplatzierungen (Jahr, Titel, Platzierungen, Wochen, Auszeichnungen, Anmerkungen) | Anmerkungen                      |
| Jahr | Titel            | DE | CH | Anmerkungen                      |
| ---- | ---------------- | --- | --- | -------------------------------- |
| 1997 | Rites of Passage | DE34 (10 Wo.)DE | CH46 (1 Wo.)CH | Erstveröffentlichung: April 1997 |

Weitere Livealben
- 2006: Take the Long Way Home – Live in Montreal
- 2010: Classics live

### Singles
| Jahr | Titel Album                                                   | Höchstplatzierung, Gesamtwochen, AuszeichnungChartplatzierungen (Jahr, Titel, Album, Platzierungen, Wochen, Auszeichnungen, Anmerkungen) | Höchstplatzierung, Gesamtwochen, AuszeichnungChartplatzierungen (Jahr, Titel, Album, Platzierungen, Wochen, Auszeichnungen, Anmerkungen) | Anmerkungen                          |
| Jahr | Titel Album                                                   | CH | US | Anmerkungen                          |
| ---- | ------------------------------------------------------------- | --- | --- | ------------------------------------ |
| 1984 | Had a Dream (Sleeping with the Enemy) In the Eye of the Storm | CH27 (5 Wo.)CH | US48 (15 Wo.)US | Erstveröffentlichung: September 1984 |

Weitere Singles
- 1984: In Jeopardy
- 1985: Lovers in the Wind
- 1987: London
- 1987: You Make Me Love You
- 1997: Every Trick in the Book
- 2000: Hungry
- 2000: The More I Look
- 2000: Open the Door

### Autorenbeteiligungen und Gastbeiträge
- 1969: Mr. Boyd / Imagine (geschrieben von Hodgson; veröffentlicht unter dem Pseudonym Argosy unter anderem mit Elton John)
- 1994: Walls (geschrieben von Hodgson mit Jon Anderson und Trevor Rabin; aus dem Yes-Album Talk)
- 1998: The Elements / The Will of God (geschrieben von Hodgson; aus der Rockoper Excalibur, La légende des Celtes von Alan Simon)
- 2000: The Moon Says Hello (Hodgson sang das von Carlos Núñez geschriebene Lied aus dessen Album Mayo Longo)

### Videoalben
- 2007: Take the Long Way Home – Live in Montreal (DE: Gold)

## Auszeichnungen für Musikverkäufe
| Goldene Schallplatte - Frankreich - 2011: für das Videoalbum Take the Long Way Home – Live in Montreal Platin-Schallplatte - Kanada - 1984: für das Album In the Eye of the Storm - 2006: für das Videoalbum Take the Long Way Home – Live in Montreal |

Anmerkung: Auszeichnungen in Ländern aus den Charttabellen bzw. Chartboxen sind in ebendiesen zu finden.
| Land/RegionAuszeichnungen für Musikverkäufe (Land/Region, Auszeichnungen, Verkäufe, Quellen) | Gold     | Platin     | Verkäufe | Quellen           |
| -------------------------------------------------------------------------------------------- | -------- | ---------- | -------- | ----------------- |
| Deutschland (BVMI)                                                                           | Gold1    | —          | 25.000   | musikindustrie.de |
| Frankreich (UPFI)                                                                            | Gold1    | —          | 7.500    | upfi.fr           |
| Kanada (MC)                                                                                  | —        | 2× Platin2 | 110.000  | musiccanada.com   |
| Insgesamt                                                                                    | 2× Gold2 | 2× Platin2 |          |                   |

## Sonstige Auftritte und Gastauftritte
- 1973: Chick Churchill (Ten Years After) – Hodgson ist Gastmusiker bei den Aufnahmen des Albums You & Me
- 1991: Night of the Proms – Hodgson spielt The Logical Song, Give a Little Bit und Fool’s Overture mit Orchester
- 1995: Night of the Proms – Hodgson spielt Dreamer, Logical Song, Fool’s Overture und Give a Little Bit mit Orchester
- 1998: Alan Simon – Hodgson steuert seine Songs The Elements und The Will of God für die Rockoper Excalibur, La légende des Celtes bei
- 2000: Alan Simon – Hodgson ist Gastmusiker im Konzert Excalibur: Le Concert Mythique – siehe Excalibur – The Celtic Rock Opera
- 2000: Lisa Nemzo – Hodgson produziert Teile des Studioalbums Restless Soul
- 2000: Carlos Núñez – Hodgson steuert den Gesang zu The Moon Says Hello aus dem Studioalbum Mayo Longo bei
- 2001: Ringo Starr (The Beatles) – Hodgson ist Live-Gastmusiker in Ringo Starrs All-Starr-Band und spielt drei Supertramp-Klassiker
- 2004: Night of the Proms – Hodgson spielt Dreamer, Fool’s Overture und Give a Little Bit mit Orchester
- 2007: Concert for Diana – Hodgson spielt ein Medley mit Dreamer, The Logical Song, Breakfast in America und Give a Little Bit
- 2010: Pur & Friends – Hodgson spielt ein Medley aus sieben Supertramp-Klassikern und singt das Pur-Lied Prinzessin mit
- 2017: Night of the Proms – Hodgson spielt School (mit Emily Bear am Klavier), Breakfast in America, Take the Long Way Home, The Logical Song, Dreamer und Give a Little Bit mit Orchester und Michael Ghegan